# Gelderlandi ló
A gelderlandi ló egy Hollandiában található Gelderland tartományból származó lófajta. Az elnevezés is innen ered. A helyi tenyésztők alakították ki a fajtát egy igen széles körű keresztezés eredményeképpen.

## Tenyésztés
A 19. században kezdték meg a tenyésztést. Elsődleges szempont volt a sokrétű felhasználhatóság. Olyan lovat szerettek volna, mely alkalmas mind hátaslónak, mind igás- és fogatlónak, illetve különböző mezőgazdasági munkálatok végzésére is alkalmas. Ennek érdekében a Gelder vidéken őshonos lovaikat számos különböző fajtával keresztezték, mint például német és orosz fajtákkal. Miután a kialakított karakterek állandósultak, lovaik nemesítése céljából alkalmaztak még angol, illetve arab telivéreket is.

## Tulajdonságok
Színe sárga. Marmagasság 155–163 cm, tehát viszonylag alacsony. Feje egyszerű, de intelligens benyomást keltő. Közepes méretű, háta kicsit hosszúkás. Lapockája erőteljes, mely kiválóan alkalmassá teszi a fogatban való mozgáshoz. Lábai rövidek, ennek ellenére kiváló ugróképességekkel rendelkezik, igen erősek, bokaszőr nélküliek. Rendkívül hűséges, tanítható, könnyen együttműködésre bírható.

## Képek

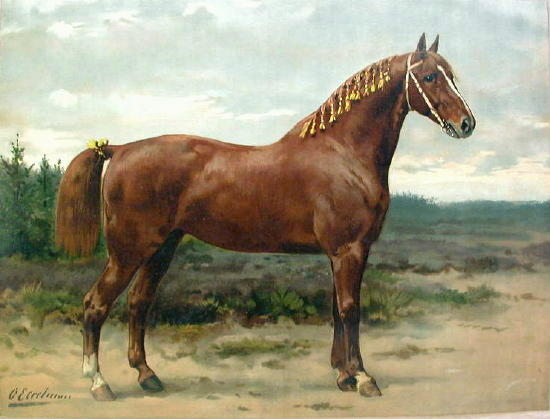
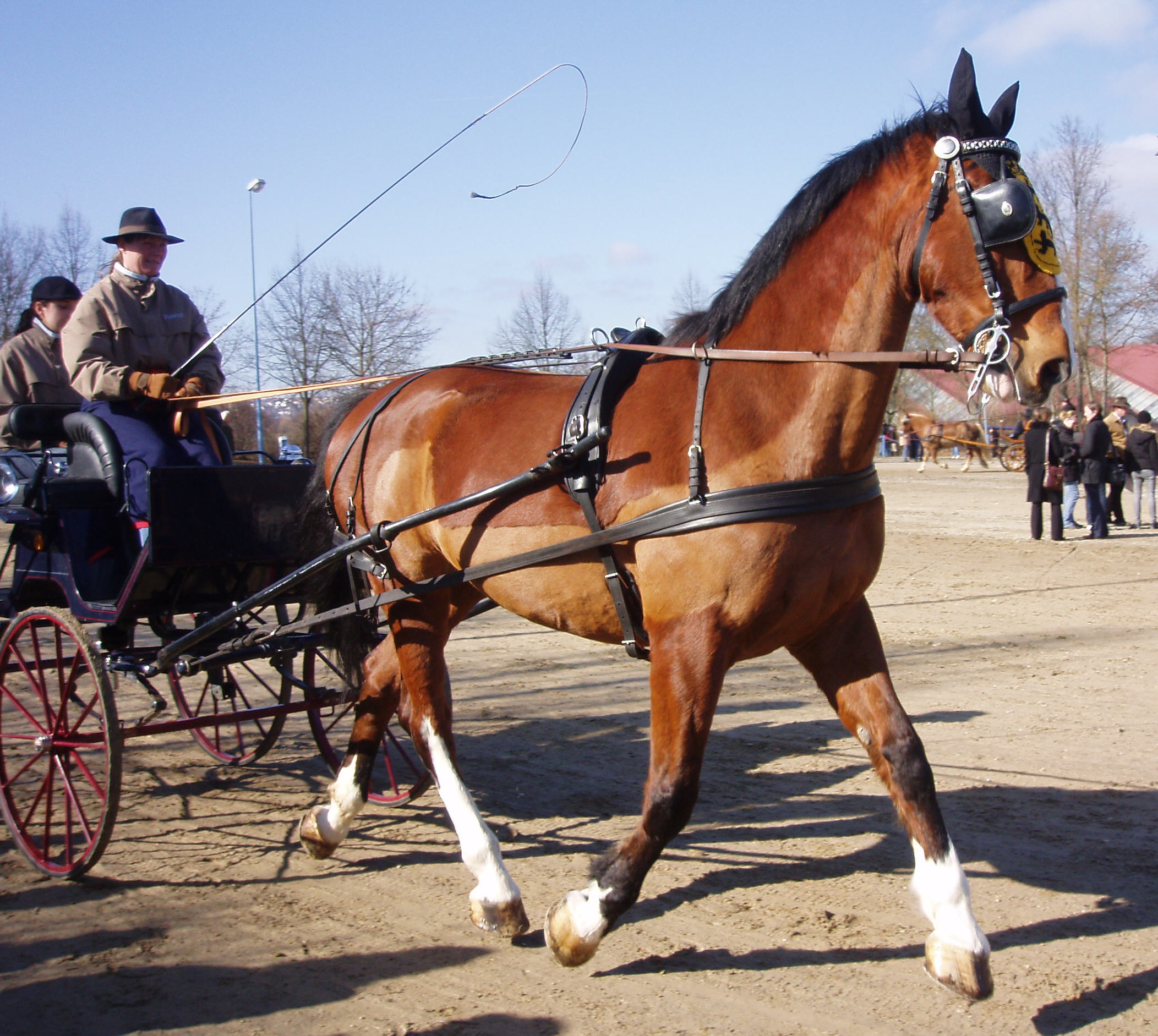